# Jia-A League 1995
La stagione 1995 è stata l'ottava edizione della Marlboro Jia-A League, trentaseiesima stagione della massima serie cinese di calcio.

## Classifica finale
|                 | Pos. | Squadra          | Pt | G  | V  | N | P  | GF | GS | DR  |
| --------------- | ---- | ---------------- | -- | -- | -- | - | -- | -- | -- | --- |
| Cina (bandiera) | 1.   | Shanghai Shenhua | 46 | 22 | 14 | 4 | 4  | 39 | 16 | +23 |
|                 | 2.   | Beijing Guoan    | 42 | 22 | 12 | 6 | 4  | 36 | 20 | +16 |
|                 | 3.   | Dalian Wanda     | 42 | 22 | 12 | 6 | 4  | 27 | 22 | +5  |
|                 | 4.   | Guang. Hongyuan  | 40 | 22 | 12 | 4 | 6  | 35 | 22 | +13 |
|                 | 5.   | Guangzhou Apollo | 28 | 22 | 7  | 7 | 8  | 28 | 27 | +1  |
|                 | 6.   | Jinan Taishan    | 27 | 22 | 6  | 9 | 7  | 27 | 28 | -1  |
|                 | 7.   | Yanbian Hyundai  | 27 | 22 | 6  | 9 | 7  | 24 | 29 | -5  |
|                 | 8.   | Tianjin Samsung  | 24 | 22 | 7  | 3 | 12 | 20 | 40 | -20 |
|                 | 9.   | Bayi             | 23 | 22 | 5  | 8 | 9  | 24 | 23 | +1  |
|                 | 10.  | S. Guancheng     | 22 | 22 | 6  | 4 | 12 | 28 | 31 | -3  |
|                 | 11.  | Qingdao Hainiu   | 22 | 22 | 5  | 7 | 10 | 20 | 32 | -12 |
|                 | 12.  | Liaoning         | 17 | 22 | 4  | 5 | 13 | 29 | 47 | -18 |

Legenda:

      Campione della Cina e ammessa al Campionato d'Asia per club 1996-97
       Ammessa alla Coppa delle Coppe dell'AFC 1996-1997
       Retrocessa in Jia-B League 1996

Note:
Tre punti a vittoria, uno a pareggio, zero a sconfitta.
In caso di parità di punti, vale la discriminante della classifica avulsa.

## Statistiche

### Squadre

#### Capoliste solitarie
|    | —— | ——  | ——     | ——     | —— | ——            | ——            | ——            | ——            | ——               | ——               | ——               | ——               | ——               | ——               | ——               | ——               | ——               | ——               | ——               | ——               | —— |  |
|    |    | Gua | Dalian | Dalian |    | Beijing Guoan | Beijing Guoan | Beijing Guoan | Beijing Guoan | Shanghai Shenhua | Shanghai Shenhua | Shanghai Shenhua | Shanghai Shenhua | Shanghai Shenhua | Shanghai Shenhua | Shanghai Shenhua | Shanghai Shenhua | Shanghai Shenhua | Shanghai Shenhua | Shanghai Shenhua | Shanghai Shenhua |    |  |
|    |    |     |        |        |    |               |               |               |               |                  |                  |                  |                  |                  |                  |                  |                  |                  |                  |                  |                  |    |  |
|    |    |     |        |        |    |               |               |               |               |                  |                  |                  |                  |                  |                  |                  |                  |                  |                  |                  |                  |    |  |
| 1ª | 2ª | 3ª  | 4ª     | 5ª     | 6ª | 7ª            | 8ª            | 9ª            | 10ª           | 11ª              | 12ª              | 13ª              | 14ª              | 15ª              | 16ª              | 17ª              | 18ª              | 19ª              | 20ª              | 21ª              | 22ª              |    |  |

#### Classifica in divenire
|                    | 1ª | 2ª | 3ª | 4ª | 5ª | 6ª | 7ª | 8ª | 9ª | 10ª | 11ª | 12ª | 13ª | 14ª | 15ª | 16ª | 17ª | 18ª | 19ª | 20ª | 21ª | 22ª |
| ------------------ | -- | -- | -- | -- | -- | -- | -- | -- | -- | --- | --- | --- | --- | --- | --- | --- | --- | --- | --- | --- | --- | --- |
| Bayi               | 0  | 1  | 2  | 2  | 5  | 5  | 8  | 8  | 8  | 8   | 9   | 12  | 13  | 14  | 15  | 15  | 18  | 19  | 22  | 22  | 23  | 23  |
| Beijing Guoan      | 0  | 3  | 6  | 6  | 9  | 12 | 15 | 16 | 19 | 22  | 22  | 23  | 23  | 26  | 27  | 28  | 31  | 34  | 37  | 38  | 39  | 42  |
| Dalian Wanda       | 3  | 6  | 7  | 10 | 10 | 10 | 11 | 14 | 14 | 14  | 17  | 20  | 23  | 24  | 25  | 26  | 29  | 32  | 35  | 36  | 39  | 42  |
| Guangzhou Apollo   | 3  | 4  | 4  | 5  | 5  | 5  | 8  | 9  | 12 | 15  | 15  | 16  | 17  | 18  | 18  | 18  | 21  | 22  | 22  | 25  | 28  | 28  |
| Guangdong Hongyuan | 3  | 6  | 9  | 9  | 9  | 12 | 13 | 13 | 16 | 19  | 22  | 25  | 25  | 26  | 29  | 32  | 32  | 33  | 36  | 39  | 40  | 40  |
| Jinan Taishan      | 3  | 4  | 5  | 6  | 7  | 10 | 11 | 11 | 11 | 14  | 17  | 18  | 19  | 22  | 25  | 26  | 26  | 27  | 27  | 27  | 27  | 27  |
| Liaoning           | 3  | 3  | 4  | 5  | 5  | 5  | 5  | 5  | 8  | 8   | 11  | 11  | 14  | 14  | 14  | 15  | 16  | 16  | 16  | 17  | 17  | 17  |
| Qingdao Hainiu     | 0  | 0  | 1  | 4  | 5  | 5  | 8  | 9  | 9  | 12  | 12  | 13  | 13  | 14  | 14  | 15  | 15  | 15  | 18  | 19  | 19  | 22  |
| Shanghai Shenhua   | 1  | 1  | 4  | 5  | 8  | 11 | 11 | 14 | 17 | 20  | 23  | 26  | 29  | 32  | 35  | 38  | 41  | 42  | 42  | 45  | 45  | 46  |
| Sichuan Guancheng  | 0  | 1  | 1  | 4  | 4  | 4  | 5  | 8  | 8  | 8   | 9   | 9   | 10  | 10  | 10  | 13  | 13  | 13  | 16  | 16  | 19  | 22  |
| Tianjin Samsung    | 0  | 1  | 1  | 1  | 4  | 7  | 7  | 10 | 10 | 10  | 10  | 10  | 13  | 13  | 16  | 17  | 17  | 20  | 20  | 20  | 23  | 24  |
| Yanbian Hyundai    | 1  | 2  | 3  | 6  | 9  | 12 | 12 | 13 | 16 | 16  | 16  | 16  | 16  | 17  | 18  | 18  | 19  | 20  | 20  | 23  | 24  | 27  |

### Classifica dei marcatori
Nel corso del campionato sono state segnate complessivamente 337 reti, per una media di 2,55 marcature per incontro. Di seguito viene riportata la classifica dei cannonieri:
| Gol |  |  | Giocatore   | Squadra          |
| --- |  |  | ----------- | ---------------- |
| 15  |  |  | Fan Zhiyi   | Shanghai Shenhua |
| 11  |  |  | Gao Hongbo  | Beijing Guoan    |
| 11  |  |  | Sun Xianlu  | Liaoning         |
| 10  |  |  | Xi Hui      | Shanghai Shenhua |
| 9   |  |  | Li Bing     | Guang. Hongyuan  |
| 9   |  |  | Wang Jun    | Tianjin Samsung  |
| 8   |  |  | Peng Weiguo | Guangzhou Apollo |
| 8   |  |  | Zhuang Yi   | Liaoning         |